# Meigenia vernalis
Meigenia vernalis är en tvåvingeart som beskrevs av Jean-Baptiste Robineau-Desvoidy 1830. Meigenia vernalis ingår i släktet Meigenia och familjen parasitflugor.
Artens utbredningsområde är Frankrike. Inga underarter finns listade i Catalogue of Life.